# Вся жизнь
«Вся жизнь» (груз. ბათა ქექია — «Бата Кекия») — художественный фильм снятый на киностудии «Грузия-фильм» в 1978 году, экранизация романа Дёмны Шенгелая «Бата Кекия».

## Сюжет
В фильме рассказывается история из жизни грузинского села до Октябрьской революции.
Крестьянин Бата Кекия рано осиротел. Он прожил трудную и драматическую жизнь: батрачил, растил детей. Вместе с подросшими сыновьями принял участие в забастовке потийских рабочих. За участие в забастовке он был арестован.
Когда Бата вернулся в родное село, то его уже никто не ждал: жена его умерла, а сыновья разъехались. Бата не стал унывать, он знал цену жизни…

## В ролях
- Серго Мамаладзе
- Сосо Арашидзе
- Нодар Чачанидзе
- Вахтанг Цирекидзе
- Симон Чинчаладзе
- Георгий Гегечкори
- Майя Геденидзе
- Ева Хутунашвили
- Майя Элиава
- Нана Кавтарадзе
- Бердия Инцкирвели
- Гурам Пирцхалава
- Иван Сакварелидзе
- Эрлом Ахвледиани

## Съёмочная группа
- Режиссёр: Лейла Горделадзе
- Сценарист: Эрлом Ахвледиани
- Художник: Вахтанг Руруа
- Оператор: Лери Мачаидзе